# Henriette Reker

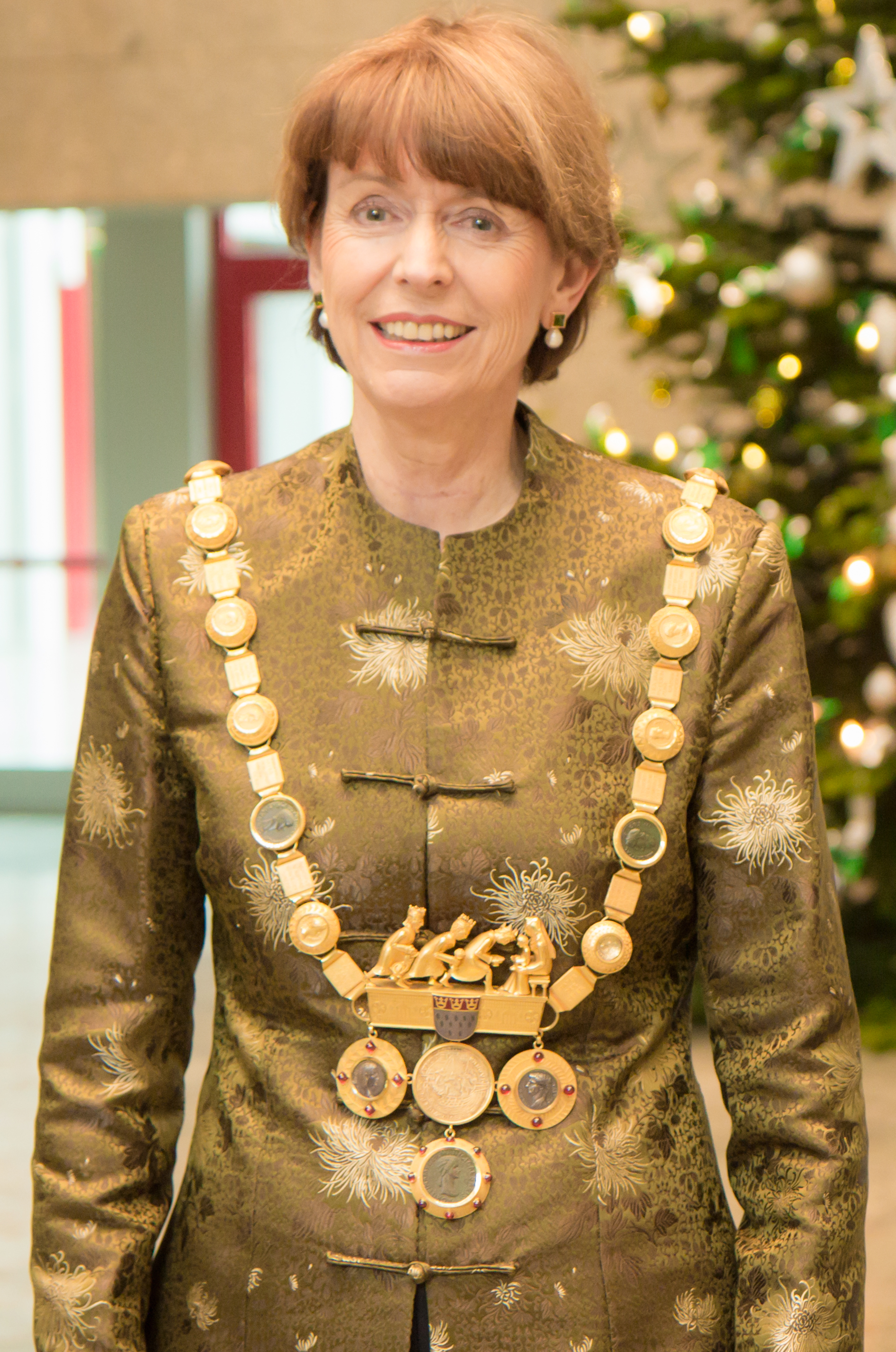
Henriette Reker mit Amtskette (2016)

Henriette Reker (* 9. Dezember 1956 in Köln) ist eine deutsche Juristin und Kommunalpolitikerin. Sie ist seit dem 22. Oktober 2015 Oberbürgermeisterin von Köln. Davor war sie ab 2010 Beigeordnete für Soziales, Integration und Umwelt bei der Stadt Köln. Von 2000 bis 2010 war sie Beigeordnete der Stadt Gelsenkirchen.
Reker ist parteilos, wurde jedoch bei der Oberbürgermeisterwahl in Köln 2015 von den Stadtrats-Parteien der Grünen, der CDU und der FDP und der Wählergruppe Klima Freunde unterstützt. Am 17. Oktober 2015, dem Tag vor ihrer ersten Wahl, wurde sie während eines Wahlkampftermins auf einem Kölner Stadtteil-Wochenmarkt bei einem politisch motivierten Attentat mit rechtsextremem Hintergrund schwer verletzt. Am 27. September 2020 wurde Reker, unterstützt von Bündnis 90/Die Grünen und der CDU, wiedergewählt. Eine dritte Amtszeit schloss sie Ende Januar 2025 aus.

## Leben

### Herkunft und Ausbildung (1956–1990)
Henriette Reker wuchs Ende der 1950er Jahre in bürgerlichen Verhältnissen im Kölner Stadtteil Bickendorf auf. Ihre Mutter Gretel Martini (1920–2017) war SPD-Mitglied und stammte aus einer sozialdemokratisch geprägten Familie. Ihr Vater war Koch und Konditor.
Reker besuchte die Liebfrauenschule im Kölner Stadtteil Lindenthal und machte dort 1976 Abitur. Ab 1976 studierte sie Jura an den Universitäten Köln, Regensburg und Göttingen und schloss 1986 nach dem Rechtsreferendariat am Landgericht Münster ihre juristische Ausbildung mit dem Zweiten Juristischen Staatsexamen ab.

### Berufliche Karriere (1990–2015)
Von 1990 bis 1992 war sie Sachbearbeiterin bei einer Berufsgenossenschaft in Bielefeld und anschließend bis 2000 Justiziarin beim Landesverband der Innungskrankenkassen Münster. 1996 erhielt sie ihre Zulassung als Rechtsanwältin am Münsteraner Landgericht.
Im Jahr 2000 wurde Reker parteilose Beigeordnete für Soziales, Gesundheit und Verbraucherschutz der Stadt Gelsenkirchen. Auf Vorschlag der Kölner Grünen wechselte sie 2010 als Beigeordnete für Soziales, Integration und Umwelt nach Köln.

### Kandidatur bei Oberbürgermeisterwahl 2015

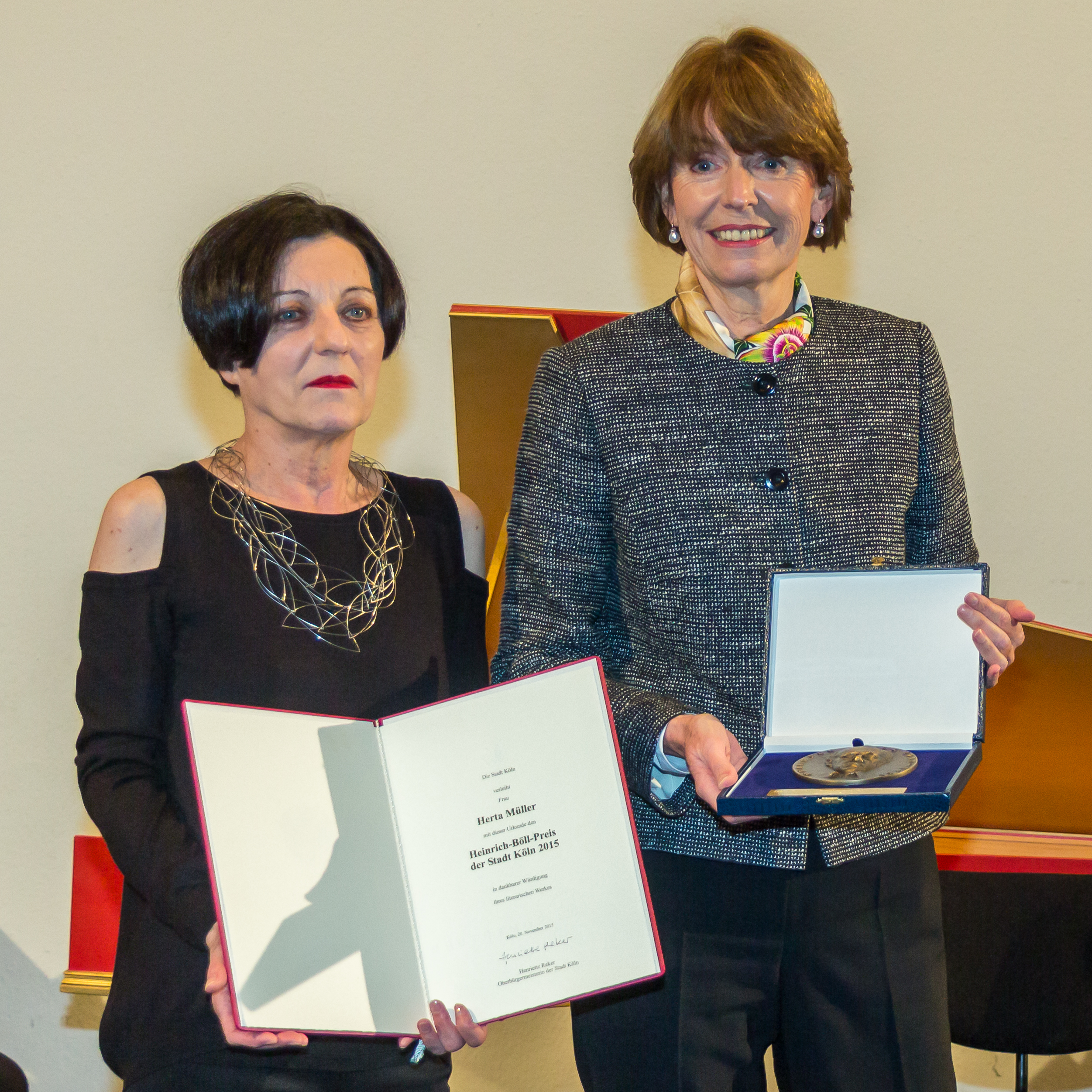
Erste öffentliche Amtshandlung von Henriette Reker nach ihrer Wahl 2015 – die Verleihung des Heinrich-Böll-Preises an Herta Müller (l.)

Am 9. Januar 2015 wurde die parteilose Henriette Reker von Ratsfraktion und Parteispitze der Partei Bündnis 90/Die Grünen offiziell als Kandidatin für das Amt des Kölner Oberbürgermeisters vorgestellt. Ihre Kandidatur wurde von einer sogenannten „Regenbogenkoalition“ aus CDU, FDP, den Grünen, den Freien Wählern und der Wählergruppe Deine Freunde unterstützt.
Die für den 13. September 2015 geplante Wahl, bei der die Nachfolge von Jürgen Roters bestimmt werden sollte, musste auf den 18. Oktober 2015 verschoben werden. Bei den Stimmzetteln waren die Parteinamen der nicht parteilosen Kandidaten im Widerspruch zum § 75c der nordrhein-westfälischen Kommunalwahlverordnung zu groß gedruckt worden.

### Attentat 2015
Am 17. Oktober 2015, einen Tag vor der Oberbürgermeisterwahl, wurden Henriette Reker sowie vier weitere Personen an einem Informationsstand der CDU in Köln-Braunsfeld Opfer eines Messerattentats. Reker und eine der anderen Personen wurden schwer verletzt. Der 44-jährige Täter aus Köln-Nippes wurde von der Polizei festgenommen. Als Grund für die Tat nannte er Rekers Flüchtlingspolitik. Er soll aus fremdenfeindlichen Motiven gehandelt haben und früheres Mitglied der ehemaligen militant-neonazistischen Freiheitlichen Deutschen Arbeiterpartei (FAP) gewesen sein. Nach dem Attentat wurde Rekers Wahlkampf eingestellt. Auch ihr Gegenkandidat Jochen Ott unterbrach seinen Wahlkampf. Die Wahl selbst fand wie geplant am 18. Oktober 2015 statt, da das Kommunalwahlgesetz nur beim Tod eines Kandidaten eine Verschiebung zulässt.

### Oberbürgermeister-Wahl 2015

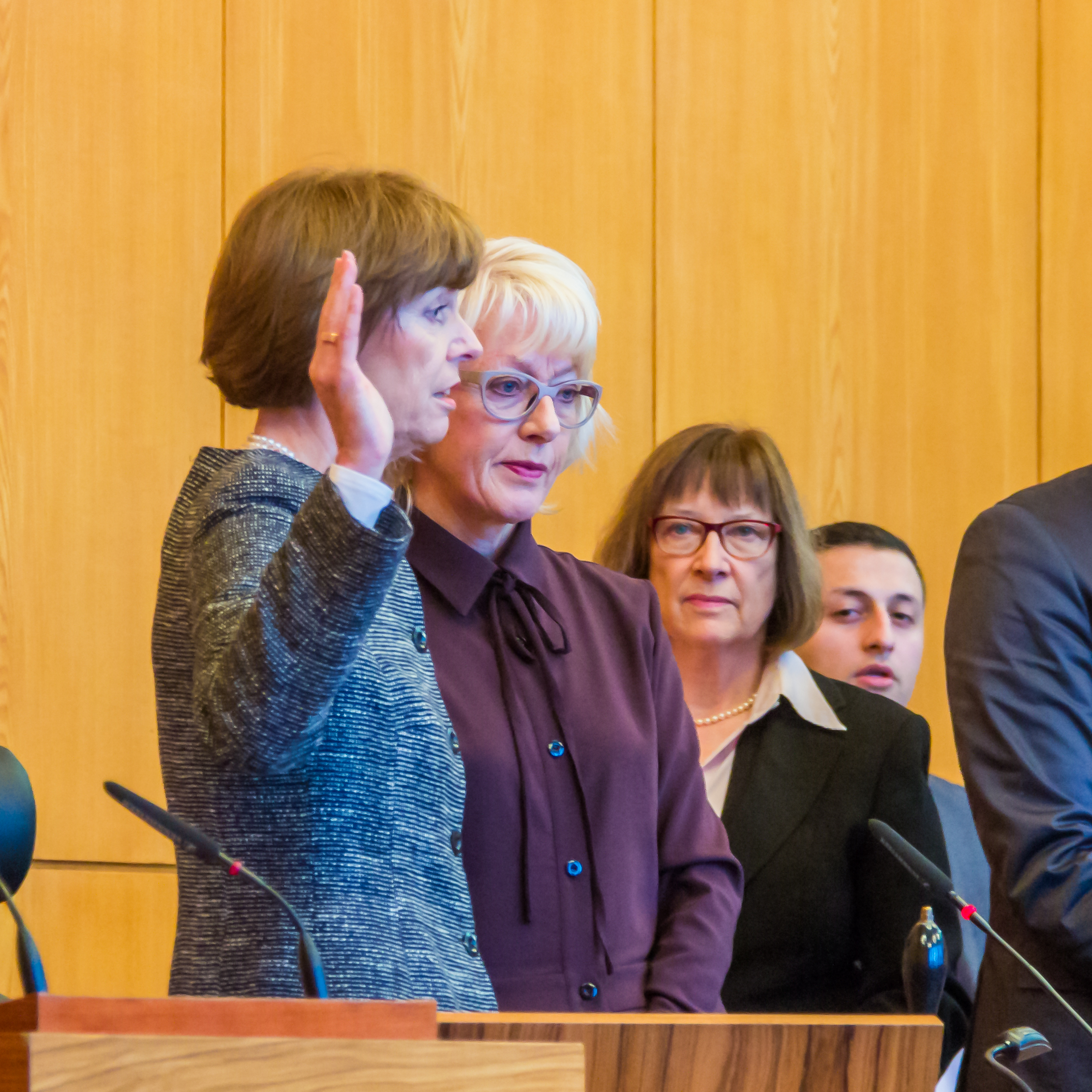
Reker beim Ablegen des Amtseides am 15. Dezember 2015

Die Wahl zum Oberbürgermeister der Stadt Köln am 18. Oktober 2015 gewann Henriette Reker im ersten Wahlgang mit 52,66 Prozent der abgegebenen Stimmen, bei einer Wahlbeteiligung von 40,28 Prozent. Zu jenem Zeitpunkt lag sie in Folge des Attentats im künstlichen Koma. Sie unterschrieb am 22. Oktober 2015 im Krankenhaus die Annahmeerklärung und wurde so erste Oberbürgermeisterin der Stadt Köln. Am 20. November 2015 trat Henriette Reker ihren Dienst im Kölner Rathaus an. Eine ihrer ersten Amtshandlungen war die Verleihung des Heinrich-Böll-Preises an die Schriftstellerin Herta Müller. Die offizielle Amtseinsetzung fand am 15. Dezember 2015 statt. Sie ist Mitglied des Aufsichtsrates der Kliniken der Stadt Köln, des kommunalen Unternehmens Neurochirurgische Rehabilitationsklinik Köln GmbH (RehaNova Köln) und der Reha Godeshöhe e. V.

### Silvesternacht 2015/16

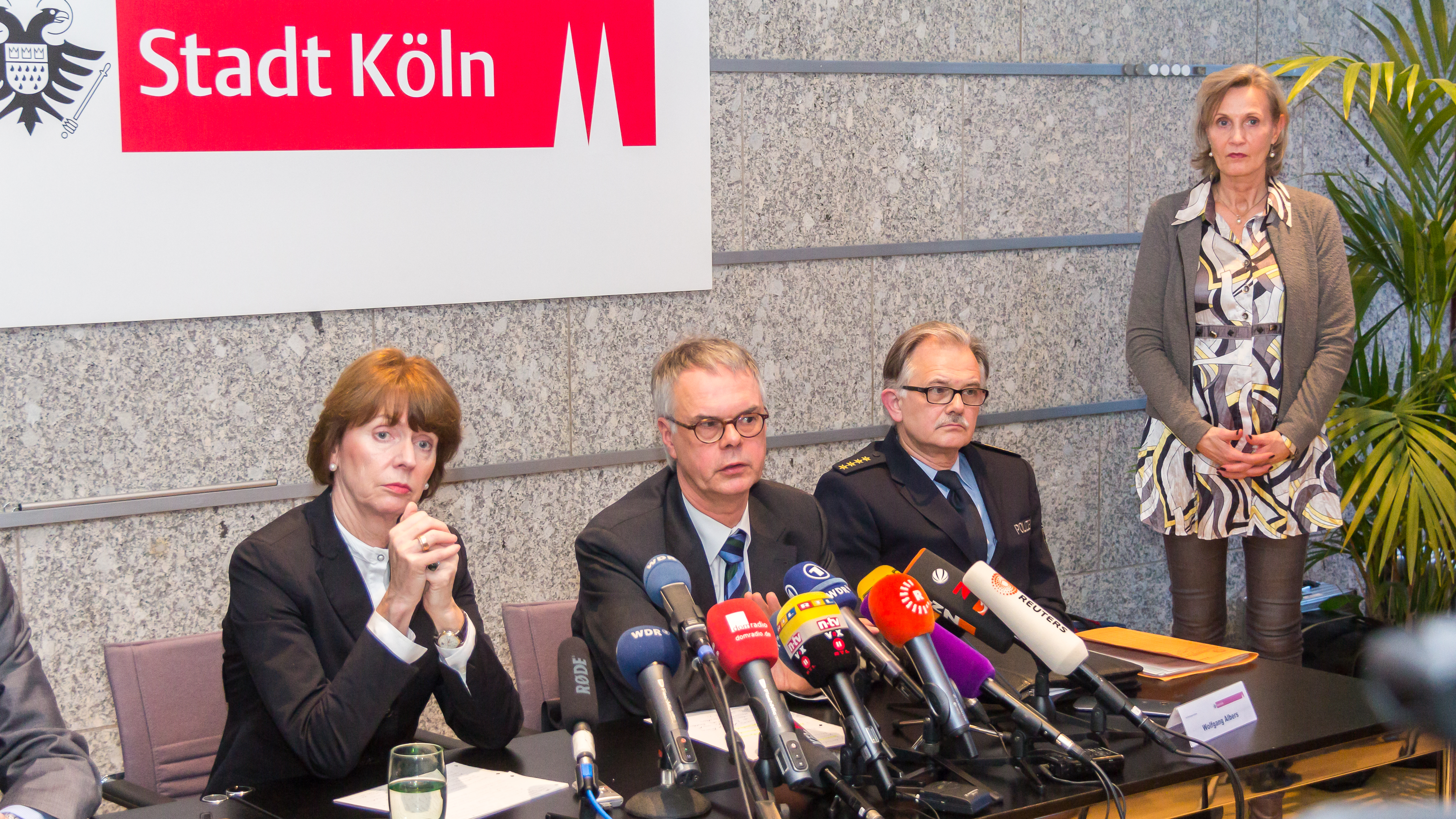
Pressekonferenz in Köln am 5. Januar 2016 mit Henriette Reker (l.) und Polizeipräsident Wolfgang Albers (Mitte)

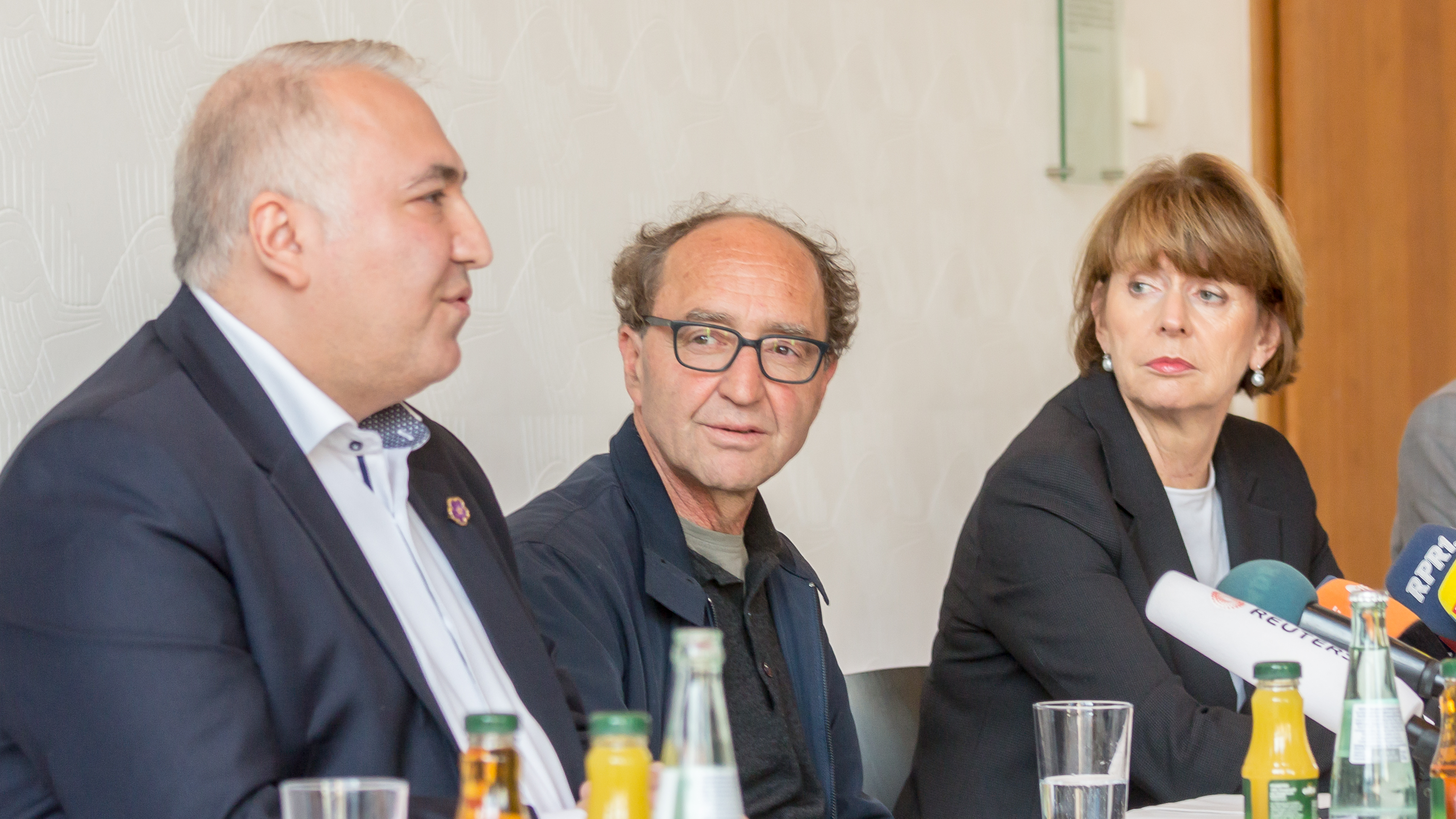
Ilias Uyar, Anwalt von Doğan Akhanlı (Mitte) und Henriette Reker im Pressegespräch vom 20. Oktober 2017

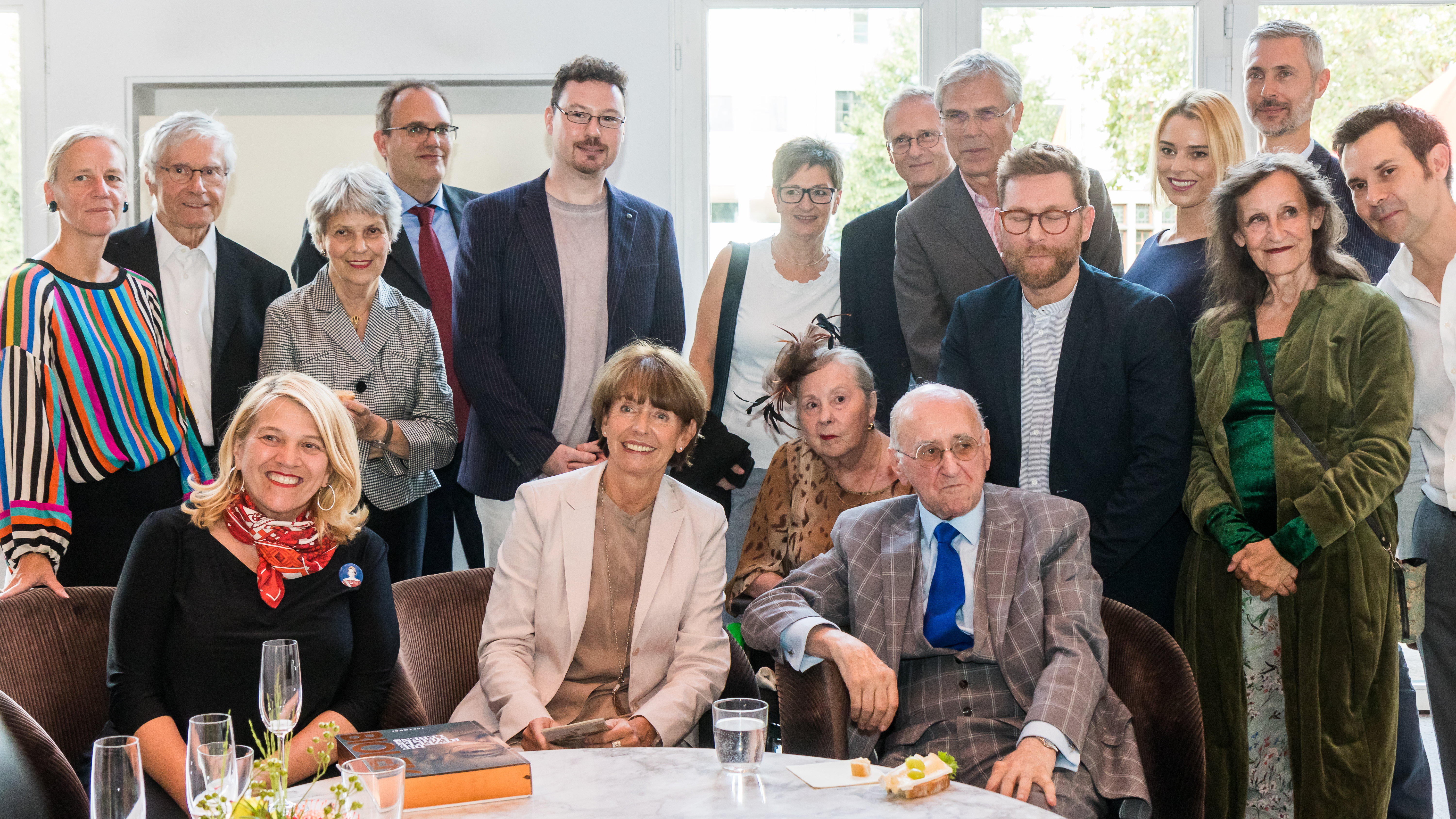
Henriette Reker mit weiteren Gratulanten anlässlich des Empfangs für Alfred Biolek zum 85. Geburtstag im Muschelsaal des historischen Rathauses von Köln, 2019

Bald nach Rekers Amtsantritt geschahen die sexuellen Übergriffe in der Silvesternacht 2015/16 am Kölner Hauptbahnhof. Neben der neuen Regelung, dass künftig auch bei Großveranstaltungen ohne offiziellen Veranstalter Sicherheitskonzepte vorliegen sollen, nannte Reker auf Nachfrage Verhaltensempfehlungen für Frauen und Mädchen: „Es ist immer eine Möglichkeit, eine gewisse Distanz halten, die weiter als eine Armlänge betrifft“; außerdem könnten Frauen und Mädchen innerhalb einer festen Gruppe bleiben und zur Not Umstehende zu Hilfe rufen. In sozialen Netzwerken, der Presse und auch seitens der Politik wurden die Empfehlungen Rekers als unzureichend, unrealistisch und als Schuldumkehr kritisiert; die erste ihrer Empfehlungen wurde dabei oft kurz als „eine Armlänge Abstand“ wiedergegeben. Reker verteidigte sich, sie sei verkürzt zitiert worden.
In einer Pressekonferenz am 5. Januar 2016 gemeinsam mit dem Kölner Polizeipräsidenten Wolfgang Albers erklärte Reker, die Behörden hätten keinerlei Hinweise, dass es sich bei den an den Übergriffen Beteiligten um Personen aus der „Flüchtlingsgruppe“ handele. Solche Vermutungen seien „absolut unzulässig“. Am 8. Januar teilte sie in einer Presseerklärung mit, sie habe „Informationen insbesondere zur Herkunft von ermittelten Beteiligten aus der Gruppe der Täter“ erst aus der Presse erhalten, und kündigte Albers das Vertrauen auf, der kurz darauf in den einstweiligen Ruhestand versetzt wurde.
Das nordrhein-westfälische Innenministerium widersprach Rekers Darstellung: Albers habe die Oberbürgermeisterin am 2. Januar telefonisch über die bis dahin vorhandenen Erkenntnisse unterrichtet. Bei einer Pressekonferenz am 4. Januar habe die Polizei erklärt, „dass es sich bei der alkoholisierten Menschenmenge vornehmlich um Personen aus dem nordafrikanisch-arabischen Raum handelte“. In einem Gespräch am 5. Januar habe Albers Reker dann erneut über den Erkenntnisstand informiert. Zudem habe er öffentlich berichtet, dass sich unter den rund 70 von der Polizei kontrollierten Störern zwischen den etwa eintausend Menschen am Bahnhofsvorplatz viele mit einer „Bescheinigung über die Meldung als Asylsuchender“ ausgewiesen hatten. Rekers Erklärungen seien somit nicht nachvollziehbar.

### Oberbürgermeister-Wahl 2020

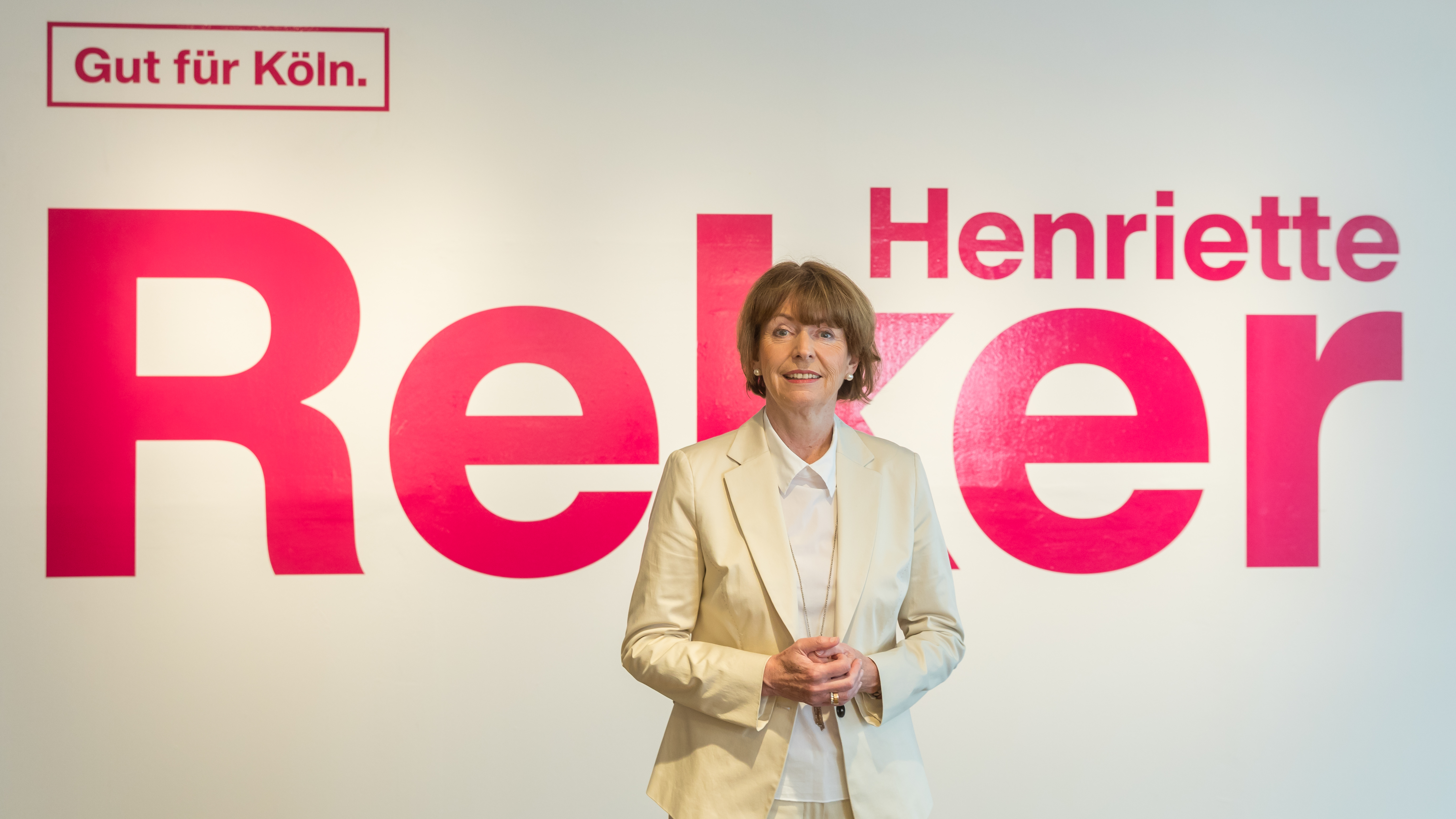
Henriette Reker bei der Vorstellung ihres Wahlprogrammes zur Oberbürgermeister-Wahl 2020

Reker kandidierte bei den Kommunalwahlen in Nordrhein-Westfalen 2020 erneut als Kölner Oberbürgermeisterin, verfehlte anders als 2015 jedoch im ersten Wahlgang mit 45,05 Prozent bei einer Wahlbeteiligung von 51,38 Prozent die absolute Mehrheit der Stimmen.
Die Stichwahl am 27. September gewann sie mit 59,27 Prozent gegen Andreas Kossiski (SPD) bei einer Wahlbeteiligung von 36,24 Prozent. Die zweite Amtszeit für Henriette Reker endet regulär am 31. Oktober 2025.

### Sexuelle Beleidigung im Mai 2024
Am 11. Mai 2024 wurde Henriette Reker von Fans des 1. FC Köln mit einem im Stadion aufgehängten Banner sexuell beleidigt. Auslöser dafür war mutmaßlich der Streit über einen weiteren Ausbau des FC-Geländes im Kölner Grüngürtel. Reker erstattete Anzeige.

## Politische Positionen
Als Sozialdezernentin der Stadt Köln machte Henriette Reker in der Vergangenheit wiederholt auf die hohe Belastung der Kommunen bei der Aufnahme und Unterbringung von Flüchtlingen aufmerksam, die die Städte und Kommunen zwinge, mitunter auch außergewöhnliche Maßnahmen zu ergreifen, um angespannte Situationen zu bewältigen. Die kontrovers diskutierte Unterbringung von Flüchtlingen in zu diesem Zwecke aufgekauften und umzubauenden Hotels in den Kölner Stadtteilen Marienburg und Braunsfeld, in einer umgebauten Baumarkt-Filiale, in dem denkmalgeschützten Staatenhaus am Rheinpark, auf Wohnschiffen und in Turnhallen löste ein deutschlandweites Medienecho aus. Im März 2020 setzte sie sich für die Aufnahme unbegleiteter Minderjähriger aus griechischen Flüchtlingslagern ein. Ebenso ist die 2021 erfolgte Erlaubnis zum öffentlichen Muezzin-Ruf auf sie zurückzuführen.
Reker setzt sich seit Jahren dafür ein, dass die armenische Gemeinde Kölns des Völkermordes an den Armeniern nicht durch eine öffentliche Erinnerungsstele gedenken darf, trotz andersartiger Auffassung des Stadtrates, der die errichtete Stele bis auf weiteres akzeptieren möchte. Ein angeordneter Abbau der Stele wurde durch den Stadtrat verhindert. Reker spricht von „vielfältigen Interessen unserer pluralistischen Stadtgesellschaft“ und drohenden „gesellschaftlichen Verwerfungen“. Gegen die Stele gibt es massiven Widerstand von DITIB und ATIB und insgesamt 58 unter dem Namen InitativTürk organisierten Vereinen, die Initiative warnt vor Unruhen, die durch die Provokation von „türkischstämmigen Mitbürgern“ entstehen könnten.

## Auszeichnungen
Im Juni 2016 erhielt Reker den Hildegard Hamm-Brücher-Förderpreis für Demokratie lernen und erfahren des Fördervereins Demokratisch Handeln für ihre integrative Flüchtlingspolitik. Die Londoner World Mayor Foundation, die alle zwei Jahre herausragende Bürgermeister der Welt kürt, stufte Reker auf Platz zehn ein. Die Kölner Oberbürgermeisterin habe schon vor ihrem Amtsantritt „unorthodoxe Maßnahmen zur Flüchtlingsunterbringung“ gefunden und gegen Diskriminierung und Rassismus gekämpft. Auch als Oberbürgermeisterin sei ihr Ansatz „menschlich und praktisch“ zugleich, sie setze „ein sehr positives Zeichen in schwierigen Zeiten“.
Im Januar 2022 erhielt Henriette Reker den „Bürgermeister-Pawel-Adamowicz-Preis“, der vom Europäischen Ausschuss der Regionen, der Stadt Danzig und den Internationalen Netzwerk Städte der Zuflicht (ICORN) in diesem Jahr erstmals vergeben wurde. Der Preis erinnert an den im Januar 2019 ermordeten Danziger Oberbürgermeister Paweł Adamowicz und wird an Persönlichkeiten verliehen, die sich für Freiheit, Solidarität und Gleichheit insbesondere im kommunalen Rahmen einsetzen.
Im Juli 2023 erhielt Henriette Reker zudem den „Marwa-El-Sherbini-Preis“, der vom Forum muslimische Zivilgesellschaft NRW verliehen wird. Mit dem Preis werden Personen geehrt, die sich gegen antimuslimische Ressentiments starkmachen.

## Persönliches
Henriette Reker ist mit dem australischen Golftrainer Perry Somers verheiratet, der in Deutschland lebt und arbeitet. Nach dem Mord am Kasseler Regierungspräsidenten Walter Lübcke erhielt auch Reker im Juni 2019 eine Morddrohung, die laut WDR einen rechtsextremen Hintergrund hatte.
Anfang des Jahres 2015 war Henriette Reker die erste Frau, die seit Gründung der ältesten Karnevalsgesellschaft Kölns Die Grosse von 1823  zur Ehrensenatorin ernannt wurde. Anfang 2016 war sie dann die erste Frau, die seit Gründung des Karnevalvereins Rote Funken im Jahre 1823 in das sogenannte aktive Korps aufgenommen wurde und beim Kölner Rosenmontagszug in der Uniform des Traditionsvereins erscheinen durfte – laut Funken-Satzung erhält ein Kölner Oberbürgermeister automatisch die Mitgliedschaft.